# Công hàm năm 1958 của Thủ tướng Phạm Văn Đồng
Công hàm năm 1958 của Thủ tướng Phạm Văn Đồng là công hàm do Thủ tướng Chính phủ Việt Nam Dân chủ Cộng hòa Phạm Văn Đồng gửi cho Thủ tướng Quốc vụ viện Cộng hòa Nhân dân Trung Hoa Chu Ân Lai vào ngày 14 tháng 9 năm 1958. Công hàm này được gửi sang Trung Quốc bằng điện báo, sau đó sáng ngày 21 tháng 9 năm 1958, Đại sứ Việt Nam Dân chủ Cộng hòa tại Trung Quốc Nguyễn Khang đã trình công hàm này cho Thứ trưởng Bộ Ngoại giao Cộng hòa Nhân dân Trung Hoa Cơ Bằng Phi. Trong công hàm này Thủ tướng Phạm Văn Đồng thông báo cho Thủ tướng Chu Ân Lai biết Chính phủ Việt Nam Dân chủ Cộng hòa "tán thành và tôn trọng" "bản tuyên bố ngày 4 tháng 9 năm 1958 của Chính phủ nước Cộng hòa Nhân dân Trung Hoa quyết định về hải phận 12 hải lý của Trung Quốc".
Chính quyền Trung Quốc cho rằng công hàm Phạm Văn Đồng là một trong những bằng chứng cho thấy chính quyền Việt Nam đã công nhận chủ quyền của Trung Quốc đối với hai quần đảo Hoàng Sa và Trường Sa trên Biển Đông. Chính quyền Việt Nam thì cho rằng công hàm Phạm Văn Đồng không hề công nhận hai quần đảo Hoàng Sa và Trường Sa là của Trung Quốc vì trong công hàm không có chỗ nào nói tới hai quần đảo này. Cũng theo chính quyền Việt Nam giá trị pháp lý của nó phải được đánh giá theo bối cảnh lịch sử lúc đó khi Việt Nam Dân chủ Cộng hòa không có quyền quản lý hai quần đảo này theo Hiệp định Genève 1954.

## Tên gọi
Trước đây báo chí tiếng Việt ở trong và ngoài nước Việt Nam đều gọi bức thư của Thủ tướng Phạm Văn Đồng là "công hàm". Trong cuộc họp báo do Bộ Ngoại giao Việt Nam tổ chức tại Hà Nội chiều ngày 23 tháng 5 năm 2014, ông Trần Duy Hải, Phó Chủ nhiệm Ủy ban Biên giới Quốc gia Bộ Ngoại giao Việt Nam, đã gọi công hàm của Thủ tướng Phạm Văn Đồng là "công thư", và khẳng định "công thư" này là một "văn bản ngoại giao". Ông này không giải thích từ "công thư" mang hàm ý gì. Sau cuộc họp báo đó, một số bài viết của báo chí Việt Nam về sự kiện này và công hàm của Thủ tướng Phạm Văn Đồng chỉ dùng cách gọi "công thư", không gọi là "công hàm" và cũng không giải thích ý nghĩa của từ "công thư".
Trong bài viết "Không một quốc gia nào công nhận chủ quyền Trung Quốc đối với Hoàng Sa" đăng trên báo Thanh Niên, công hàm của Thủ tướng Phạm Văn Đồng lại được gọi là "công điện". Cũng trong bài viết này, khi trả lời câu hỏi của phóng viên báo Thanh Niên, Thiếu tướng Lê Văn Cương, nguyên Viện trưởng Viện Chiến lược Bộ Công an Việt Nam, nói rằng "công điện" mà Thủ tướng Phạm Văn Đồng gửi cho Thủ tướng Chu Ân Lai là "một bức thư công" nhưng ông Cương không giải thích thế nào là "thư công".

## Bối cảnh
Tại Hội nghị San Francisco tháng 9 năm 1951 để giải quyết các vấn đề về lãnh thổ sau chiến tranh thế giới thứ hai, phái đoàn Liên Xô ngày 5 tháng 9 năm 1951 đã đề nghị trao trả 2 quần đảo cho chủ cũ. Hai ngày sau, ngày 7 tháng 9 năm 1951, tại hội nghị này Thủ tướng kiêm Ngoại trưởng Trần Văn Hữu, trưởng phái đoàn Quốc gia Việt Nam đã lên tiếng tái xác nhận chủ quyền của Việt Nam trên hai quần đảo Hoàng Sa, Trường Sa. Trong đó có đoạn: "Và để tận dụng không ngần ngại mọi cơ hội để dập tắt những mầm mống bất hòa, chúng tôi khẳng định chủ quyền của chúng tôi trên hai quần đảo Hoàng Sa và Trường Sa từ xưa đến nay vẫn thuộc cương vực Việt Nam". Lời tuyên bố này đã được Hội nghị San Francisco ghi vào biên bản. Và trong tất cả 51 phái đoàn các nước, không có phái đoàn nào phản đối, kể cả Liên Xô. Sau Hiệp định Genève 1954 được ký giữa Việt Nam Dân chủ Cộng hoà và Pháp khiến Việt Nam tạm bị chia thành 2 vùng tập kết quân sự, 2 quần đảo này vẫn nằm dưới sự kiểm soát của Quốc gia Việt Nam (chính quyền quản lý miền Nam vĩ tuyến 17), được kế thừa bởi Việt Nam Cộng hoà vào tháng 10 năm 1955.
Từ tháng 2 đến tháng 4 năm 1958 lần đầu tiên có hội nghị về Công ước Luật biển. Trong số 4 công ước được bàn thảo, có Công ước về lãnh hải và vùng tiếp giáp lãnh hải. Tuy nhiên, hội nghị thất bại vì không thống nhất được khoảng cách lãnh hải là 12 hải lý vì nhiều quốc gia có quan điểm khác nhau, Mỹ chỉ chấp nhận 3 hải lý, có một số quốc gia cho là 4,5 hải lý thì tốt hơn, còn Trung Quốc đòi 12 hải lý, lại còn một số quốc gia Nam Mỹ muốn 200 hải lý.
Vào thời điểm 1958, quan hệ Mỹ-Trung Quốc cực kỳ căng thẳng về vấn đề Đài Loan. Trong bối cảnh đó, Thủ tướng Chu Ân Lai tuyên bố hải phận của Trung Quốc là 12 hải lý kể từ đất liền của Trung Quốc và các đảo ngoài khơi, bao gồm cả "quần đảo Tây Sa" (Hoàng Sa) và "Nam Sa" (Trường Sa). Sau đó, Thủ tướng Phạm Văn Đồng ra công hàm công nhận hải phận 12 hải lý của Trung Quốc.
Năm 1975, Việt Nam Cộng hoà tuyên bố đầu hàng và 2 quần đảo trên được tuyên bố tiếp quản bởi Cộng hoà miền Nam Việt Nam, dù Hoàng Sa đã bị Trung Quốc cưỡng chiếm từ Việt Nam Cộng hoà trước đó. 1 năm sau, chính quyền này thống nhất với Việt Nam Dân chủ Cộng hoà để thành lập Cộng hoà xã hội chủ nghĩa Việt Nam. Năm 1977, Thủ tướng Cộng hoà xã hội chủ nghĩa Việt Nam Phạm Văn Đồng đã đổi ý và biện hộ rằng ông này đưa công hàm vào thời điểm đó là do các nhu cầu chiến tranh.

## Bản tuyên bố ngày 4 tháng 9 năm 1958 của CHND Trung Quốc
Bản tuyên bố của Chính phủ Cộng hòa Nhân dân Trung Hoa, được thông qua bởi kỳ họp thứ 100 của Ủy ban thường vụ Đại hội đại biểu nhân dân toàn quốc tại Bắc Kinh vào ngày 4 tháng 9 năm 1958, có nội dung gồm 4 điều như sau (từ nguồn tiếng Trung):
(1) Chiều rộng lãnh hải của nước Cộng hòa Nhân dân Trung Hoa là mười hai hải lý. Quy định này áp dụng cho toàn bộ lãnh thổ của Cộng hòa Nhân dân Trung Hoa, bao gồm Trung Quốc đại lục và các đảo ven biển, Đài Loan và các đảo xung quanh, quần đảo Bành Hồ, quần đảo Đông Sa, quần đảo Tây Sa, quần đảo Trung Sa, quần đảo Nam Sa và các đảo khác thuộc Trung Quốc bị ngăn cách với đất liền và các đảo ven biển bởi biển cả.

(2) Lãnh hải của Trung Quốc đại lục và các đảo ven bờ là các đường thẳng nối các điểm cơ sở trên đất liền và các đảo dọc bờ biển. Vùng nước kéo dài mười hai hải lý ra ngoài tính từ đường cơ sở là lãnh hải của Trung Quốc. Vùng biển bên trong đường cơ sở, bao gồm Vịnh Bột Hải và Eo biển Quỳnh Châu, là vùng biển nội địa của Trung Quốc. Các đảo nằm trong đường cơ sở, bao gồm đảo Đông Âm, đảo Cao Đức, đảo Mã Tổ, đảo Bạch Tuyền, đảo Niêu Thu, đảo Đại Tiểu Kim Môn, đảo Đại Đan, đảo Nhị Đan và đảo Đông, đều là các đảo nội địa của Trung Quốc.

(3) Không có máy bay hoặc tàu quân sự nước ngoài nào được phép xâm nhập vào vùng biển lãnh thổ hoặc không phận của Trung Quốc nếu không được Chính phủ Cộng hòa Nhân dân Trung Hoa cho phép.
Bất kỳ tàu thuyền nước ngoài nào đi vào vùng biển lãnh thổ của Trung Quốc đều phải tuân thủ luật pháp và quy định có liên quan của Chính phủ Cộng hòa Nhân dân Trung Hoa.

(4) Các nguyên tắc nêu tại khoản (2) và (3) trên cũng áp dụng đối với Đài Loan và các đảo xung quanh, quần đảo Bành Hồ, quần đảo Đông Sa, quần đảo Tây Sa, quần đảo Trung Sa, quần đảo Nam Sa và các đảo khác thuộc Trung Quốc.
Đài Loan và khu vực Bành Hồ vẫn bị Hoa Kỳ chiếm đóng bằng vũ lực, đây là hành động bất hợp pháp xâm phạm toàn vẹn lãnh thổ và chủ quyền của Cộng hòa Nhân dân Trung Hoa. Đài Loan, Bành Hồ và các khu vực khác vẫn chưa được thu hồi. Chính phủ Cộng hòa Nhân dân Trung Hoa có quyền thực hiện mọi biện pháp thích hợp để thu hồi các khu vực này vào thời điểm thích hợp. Đây là vấn đề nội bộ của Trung Quốc và không cho phép bất kỳ sự can thiệp nào của nước ngoài.

## Toàn văn công hàm

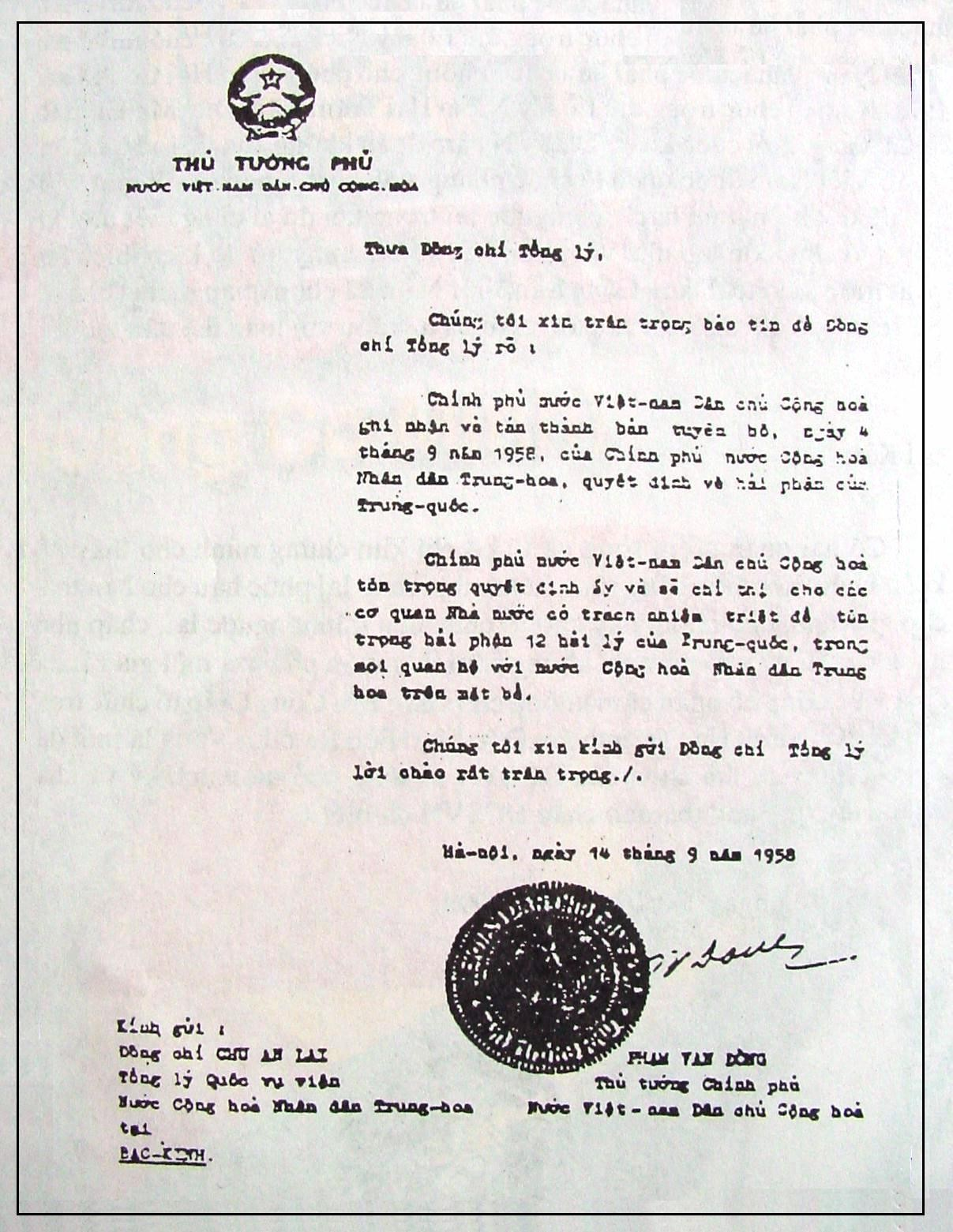
Công hàm của Thủ tướng Việt Nam Dân chủ Cộng hòa Phạm Văn Đồng gửi cho Thủ tướng Cộng hòa Nhân dân Trung Hoa Chu Ân Lai vào năm 1958.

Theo bài viết "Công hàm 1958 với chủ quyền Hoàng Sa và Trường Sa của Việt Nam" đăng trên báo Đại Đoàn Kết thì toàn văn công hàm ngày 14 tháng 9 năm 1958 của Thủ tướng Chính phủ Việt Nam Dân chủ Cộng hòa Phạm Văn Đồng gửi Thủ tướng Quốc vụ viện Cộng hòa Nhân dân Trung Hoa Chu Ân Lai như sau:
| “ | Thưa Đồng chí Tổng lý, Chúng tôi xin trân trọng báo tin để Đồng chí Tổng lý rõ: Chính phủ nước Việt Nam Dân chủ Cộng hòa ghi nhận và tán thành bản tuyên bố, ngày 4 tháng 9 năm 1958, của Chính phủ nước Cộng hòa Nhân dân Trung Hoa, quyết định về hải phận của Trung Quốc. Chính phủ nước Việt Nam Dân chủ Cộng hòa tôn trọng quyết định ấy và sẽ chỉ thị cho các cơ quan Nhà nước có trách nhiệm triệt để tôn trọng hải phận 12 hải lý của Trung Quốc trong mọi quan hệ với nước Cộng hòa Nhân dân Trung Hoa trên mặt biển. Chúng tôi xin kính gửi Đồng chí Tổng lý lời chào rất trân trọng. | ” |

Ngày 22 tháng 9 năm 1958, công hàm trên của Thủ tướng Phạm Văn Đồng đã được đăng trên báo Nhân dân.

## Ảnh hưởng
Các học giả, các nhà ngoại giao Trung Quốc thường dùng Công hàm này để cho là Việt Nam đã từng đồng ý chấp nhận quần đảo Hoàng Sa và Trường Sa (mà Trung Quốc gọi là quần đảo Tây Sa và Nam Sa) là lãnh thổ của Trung Quốc. Việt Nam chỉ thay đổi lập trường sau khi đất nước thống nhất vào năm 1975 và như vậy là vi phạm nguyên tắc luật quốc tế estoppel.
Tuy nhiên, báo chí Việt Nam cho rằng công văn không hề công nhận chủ quyền của Trung Quốc với hai quần đảo Hoàng Sa, Trường Sa và việc áp dụng nguyên tắc estoppel là không đúng do còn thiếu 2 trên 4 điều kiện của nguyên tắc, rằng năm 1956, năm 1958 và năm 1965, Trung Quốc đã không có thái độ nào, hoặc thay đổi thái độ vì dựa vào lời tuyên bố của Việt Nam Dân chủ Cộng Hoà. Trung Quốc cũng không thể chứng minh được rằng mình bị thiệt hại gì do dựa vào những lời tuyên bố đó. Việt Nam Dân chủ Cộng hòa cũng không được hưởng lợi gì khi có những lời tuyên bố đó.
Trước đây, nhiều nhà trí thức Việt Nam đã kiến nghị yêu cầu Bộ Ngoại giao Việt Nam cung cấp thông tin về quan hệ với Trung Quốc, trong đó kiến nghị có thông tin công khai về nội dung những buổi gặp gỡ của các cấp ngoại giao và về công hàm này, như trong tuyên cáo ngày 2 tháng 7 năm 2011 của nhiều trí thức, trong số đó có cựu đại sứ Nguyễn Trọng Vĩnh, các giáo sư Nguyễn Huệ Chi, Hoàng Tụy, Chu Hảo, tiến sĩ Nguyễn Quang A, Nguyễn Xuân Diện, các nhà văn Nguyên Ngọc, ông Lê Hiếu Đằng...

## Phản ứng cấp chính phủ

### Phía Việt Nam
Ngày 7 tháng 8 năm 1979, Bộ Ngoại giao nước Cộng hòa Xã hội Chủ nghĩa Việt Nam ra Tuyên bố về quần đảo Hoàng Sa và quần đảo Trường Sa, bác bỏ "sự xuyên tạc" của Trung Quốc trong việc công bố một số tài liệu của Việt Nam liên quan đến các quần đảo Hoàng Sa và Trường Sa, khẳng định lại chủ quyền của Việt Nam đối với 2 quần đảo này, nhắc lại lập trường của Việt Nam về việc giải quyết sự tranh chấp về 2 quần đảo giữa hai nước bằng thương lượng hòa bình.
Ngày 23 tháng 5 năm 2014, trong cuộc họp báo quốc tế về tình hình Biển Đông do Bộ Ngoại giao Việt Nam tổ chức, ông Trần Duy Hải, Phó chủ nhiệm Ủy ban Biên giới Quốc gia thuộc Bộ Ngoại giao Việt Nam, phát biểu: "Công thư của cố thủ tướng là văn bản ngoại giao. Giá trị pháp lý nằm trong nội dung công thư. Việt Nam công nhận vấn đề 12 hải lý nêu trong công thư chứ không đề cập tới Hoàng Sa, Trường Sa vì thế đương nhiên không có giá trị pháp lý với Hoàng Sa và Trường Sa. Giá trị công thư phải đặt trong bối cảnh cụ thể. Công thư gửi Trung Quốc lúc đó Hoàng Sa và Trường Sa đang thuộc quản lý của Việt Nam Cộng hòa, Trung Quốc chỉ là một bên tham gia. Không thể cho người khác cái gì mà bạn chưa có được. Vì thế công thư không có giá trị chủ quyền với Tây Sa, Nam Sa theo cách gọi của Trung Quốc". Cũng theo ông Hải, "Đến nay không quốc gia nào công nhận chủ quyền của Trung Quốc ở Hoàng Sa"

### Phía Trung Quốc
Ngày 30 tháng 1 năm 1980, để phản ứng việc Việt Nam công bố sách trắng về chủ quyền trên Hoàng Sa và Trường Sa, Bộ Ngoại giao Cộng hòa Nhân dân Trung Hoa đã xuất bản một tài liệu với tên gọi "Chủ quyền không tranh cãi của Trung Quốc đối với hai quần đảo Tây Sa và Nam Sa". Trong tiểu mục với tựa "Sự man trá của chính quyền Việt Nam", tài liệu nhắc đến việc báo Nhân dân ngày 6 tháng 9 năm 1958 in toàn văn tuyên bố về hải phận của Trung Quốc ở trang đầu, trong đó có đoạn nói về Nam Sa và Tây Sa, cũng như công hàm của Thủ tướng Phạm Văn Đồng. Trung Quốc cũng công bố công hàm trong tài liệu và nói rằng đây là bằng chứng cho thấy chính phủ Việt Nam đã công nhận chủ quyền của Trung Quốc đối với hai quần đảo. Cùng với công hàm của Thủ tướng Phạm Văn Đồng, tài liệu này cũng công bố một bản đồ thế giới do Cục Đo đạc và Bản đồ thuộc Phủ Thủ tướng Việt Nam [Dân chủ Cộng hòa] xuất bản tháng 5 năm 1972 cho thấy các quần đảo này có tên Tây Sa và Nam Sa.
Theo Trung Quốc, công hàm này và các tài liệu họ đưa ra là "các tài liệu nhà nước chính thức" và "các văn bản có hiệu lực pháp lý" mà phía Việt Nam luôn đòi hỏi để thiết lập chủ quyền lãnh thổ. Các tài liệu cho thấy cho đến năm 1974, Việt Nam vẫn công nhận chủ quyền của Trung Quốc đối với Tây Sa và Nam Sa, và việc chính quyền Việt Nam nuốt lời và man trá là điều hoàn toàn không được phép làm dưới luật quốc tế.
Nhân Vụ giàn khoan HD-981, vào ngày 20 tháng 5 năm 2014, đại diện lâm thời Sứ quán Trung Quốc ở Indonesia, Lưu Hồng Dương, đăng bài lên báo Indonesia Jakarta Post lại mượn công hàm này để khẳng định quần đảo Hoàng Sa và Trường Sa là của Trung Quốc: "Trong tuyên bố ngày 14/9/1958 thay mặt chính phủ Việt Nam, Thủ tướng Việt Nam khi đó, Phạm Văn Đồng, công khai thừa nhận quần đảo Tây Sa (tên của Trung Quốc gọi quần đảo Hoàng Sa) và các đảo khác ở Nam Hải (Biển Đông) là lãnh thổ Trung Quốc."
Tiến sĩ Ngô Sĩ Tồn, Giám đốc Viện Nghiên cứu Nam Hải của Trung Quốc, có bài trả lời phỏng vấn hãng tin Đức Deutsche Welle, được đăng trên mạng cùng ngày, cũng nói: "Năm 1958, Thủ tướng Việt Nam khi đó là Phạm Văn Đồng đã công nhận chủ quyền Trung Quốc đối với Tây Sa và Nam Sa trong công hàm gửi Thủ tướng Trung Quốc Chu Ân Lai. Hà Nội chỉ thay đổi lập trường sau khi đất nước thống nhất năm 1975. Nhưng theo nguyên tắc estoppel, Trung Quốc không tin rằng Việt Nam có thể thay đổi lập trường về vấn đề chủ quyền".
Ngày 8 tháng 6 năm 2014, Bộ Ngoại giao Cộng hòa Nhân dân Trung Hoa công bố tài liệu nêu quan điểm của Trung Quốc trong vụ giàn khoan, trong đó Trung Quốc lặp lại các tài liệu như đã công bố năm 1980, đồng thời còn đưa ra một tài liệu từ sách giáo khoa môn địa lý lớp 9 phổ thông xuất bản bởi Nhà xuất bản Giáo dục tại Hà Nội năm 1974. Trong đó, bài đọc về địa lý Trung Quốc có đoạn ghi rõ: "Vòng cung đảo từ các đảo Nam sa, Tây sa, đến các đảo Hải nam, Đài loan, quần đảo Hoành bồ, Châu sơn... làm thành một bức "trường thành" bảo vệ lục địa Trung quốc".

## Bình luận

### Phía Việt Nam
Nhà nghiên cứu Biển Đông Hoàng Việt, một giảng viên về Luật Quốc tế ở TPHCM, cho là công hàm ở thời điểm đó không có thẩm quyền về quần đảo Hoàng Sa, Trường Sa. Theo Hiệp định Geneve (1954) mà Trung Quốc đã ký, về mặt pháp lý quốc tế Thủ tướng Phạm Văn Đồng không có trách nhiệm quản lý phần lãnh thổ phía Nam. Sau khi thống nhất đất nước năm 1975, chính quyền Việt Nam đã tuyên bố khẳng định chủ quyền của Việt Nam rồi. Về mặt pháp lý quốc tế phù hợp, chính quyền có thẩm quyền quản lý Hoàng Sa, Trường Sa liên tục, từ nhà Nguyễn tới thời Pháp thuộc trong đó có nhiều chính phủ khác nhau và như vậy cho đến sau khi thống nhất các chính phủ có thẩm quyền đều khẳng định chủ quyền của mình và thực thi liên tục không đứt đoạn, vấn đề này thể hiện giá trị pháp lý quốc tế.
Cũng theo ông Việt, công hàm năm 1958 của Thủ tướng Phạm Văn Đồng ra đời trong hoàn cảnh quan hệ đặc thù, Việt Nam Dân chủ Cộng hòa – Trung Quốc lúc đó đang "vừa là đồng chí vừa là anh em", năm 1955 Trung Quốc đã chiếm lại từ tay quân đội Tưởng Giới Thạch (Đài Loan) đảo Bạch Long Vĩ (quân Tưởng Giới Thạch chiếm đảo này từ năm 1949) và năm 1957 đã trao trả lại cho Việt Nam. Theo ông Việt, Công hàm năm 1958 là để nêu quan điểm công nhận tuyên bố lãnh hải 12 hải lý của Trung Quốc, nhưng "sau này người ta diễn giải khác đi, đặc biệt là Trung Quốc. Chắc có lẽ ông Đồng cũng không ngờ là sau này công hàm của ông lại được diễn giải một cách khác nhau rất nhiều như vậy"..
Học giả Pháp, bà Duy Tân Joële Nguyễn, chuyên gia chính trị học và luật quốc tế, cho biết: "Trong pháp luật quốc tế, ngăn chặn là một nguyên tắc, theo đó một nhà nước phải được coi như liên hệ với hành vi của nó trong quá khứ và do đó không thể khẳng định một tuyên bố mới, không thể tuyên bố hoặc hành động mâu thuẫn với những gì mà nhà nước đó đã tuyên bố hoặc thực hiện từ trước, để bảo toàn tính chất chắc chắn pháp lý và sự tin cậy giữa các quốc gia. Tuy nhiên, ngăn chặn không có nghĩa là một nhà nước bị ràng buộc bởi tất cả những gì mà nhà nước đó đã tuyên bố.
Theo lý luận, có bốn điều kiện phải được đáp ứng.
1. Tuyên bố hoặc quyết định phải được thực hiện bởi một cơ quan có thẩm quyền một cách rõ ràng và không lập lờ nước đôi.
2. Nhà nước tuyên bố "ngăn chặn" phải chứng minh rằng nhà nước này đã có được lòng tin trong cam kết mà nhà nước này đã thực hiện và hành động đúng theo;
3. Nhà nước phải chứng minh rằng quốc gia của mình đã bị thiệt hại hoặc quốc gia kia đã hưởng lợi.
4. Nhà nước đã cam kết phải thực hiện nhất quán và luôn luôn nhất quán.

Kết quả là, nhà nước phải bày tỏ ý định quả quyết muốn được ràng buộc bởi cam kết này và sẽ tôn trọng nó. Phân tích của chúng tôi đối với tuyên bố của ông Phạm Văn Đồng thấy nó không hội đủ nguyên tắc ngăn chặn nói trên, một số điều kiện còn thiếu, đặc biệt, dự định nhằm công nhận chủ quyền của Trung Quốc trên quần đảo Hoàng Sa và Trường Sa không hề được trình bày rõ ràng trong bản tuyên bố này".
Theo Chương trình Nghiên cứu Biển Đông của Học viện Ngoại giao Việt Nam:
1. Hoàng Sa và Trường Sa lúc đó, thuộc quyền quản lý của chính phủ tồn tại ở miền Nam Việt Nam khi đó là Việt Nam Cộng hòa. Tuy không được công nhận là thành viên Liên Hợp Quốc, nhưng đây là các chủ thể của luật pháp quốc tế và những hành động phù hợp với luật pháp quốc tế của Việt Nam Cộng hòa cần phải được tôn trọng. Chính phủ và các học giả Trung Quốc đang tìm cách không công nhận thực tế này với ý đồ tranh chấp chủ quyền của Việt Nam đối với Hoàng Sa và Trường Sa liệu có thể chối cãi được việc họ đã công nhận trên lãnh thổ miền Nam Việt Nam giai đoạn 1954 - 6.1976 tồn tại hai chủ thể luật pháp quốc tế thông qua việc bỏ phiếu ủng hộ Việt Nam Dân chủ Cộng hòa và Cộng hòa miền Nam Việt Nam cùng gia nhập Liên Hợp Quốc với tư cách là quốc gia hội viên (bị Hoa Kỳ phủ quyết nên năm 1977, Việt Nam mới gia nhập LHQ) và còn nhiều bằng chứng không thể bác bỏ khác.
2. Trong thực tế, Việt Nam Cộng hòa đã tiếp quản và quản lý Hoàng Sa và Trường Sa từ Liên hiệp Pháp (chính phủ tồn tại song song là Cộng hòa miền Nam Việt Nam cũng tuyên bố chủ quyền nhưng không được công nhận). Mặc dù năm 1974 Trung Quốc chiếm được Hoàng Sa, nhưng luật pháp quốc tế đã khẳng định rõ ràng, xâm chiếm bằng vũ lực vĩnh viễn không đem lai danh nghĩa chủ quyền cho quốc gia đã tiến hành những hành động vi phạm luật pháp quốc tế.
3. Công thư năm 1958 của Thủ tướng Việt Nam Dân chủ Cộng hòa Phạm Văn Đồng không nói rõ ràng đến hai quần đảo, không thể dùng Công thư này để khẳng định Việt Nam Dân chủ Cộng hòa công nhận chủ quyền của Trung Quốc đối với Hoàng Sa và Trường Sa. Tuy vậy, nếu không có Công thư này thì sẽ tránh được những sự rắc rối.

Cho dù những suy diễn về ý nghĩa của Công thư 1958 có đi xa như thế nào, cũng như phía Trung Quốc có đưa thêm bất kỳ bằng chứng gì để phản bác Việt Nam, thì những gì liên quan tới Hoàng Sa và Trường Sa xảy ra ngoài lãnh thổ miền Nam Việt Nam trước 24/06/1976 không hề ràng buộc Cộng hòa Xã hội Chủ nghĩa Việt Nam. Với tư cách là nhà nước thừa kế của Việt Nam Dân chủ Cộng hòa và Cộng hòa miền Nam Việt Nam, những gì liên quan đến Hoàng Sa và Trường Sa nếu có sự mâu thuẫn giữa hai chủ thể luật pháp quốc tế tiền bối thì những hành động (hơn nữa, đó là những hành động rõ ràng, kiên quyết và phù hợp với luật pháp quốc tế) của Cộng hòa miền Nam Việt Nam và Chính phủ tồn tại song song với nó là Việt Nam Cộng hòa (quản lý hai quần đảo này trong thực tế) sẽ có hiệu lực ràng buộc đối với Cộng hòa Xã hội Chủ nghĩa Việt Nam. Điều này được luật pháp quốc tế quy định rõ ràng.
Theo Học viện Chính trị Quốc gia Hồ Chí Minh:
1. Trong khoảng từ năm 1945 tới năm 1954 đã có sự tồn tại của 3 thực thể chính trị với tư cách nhà nước trên lãnh thổ Việt Nam. Trong khoảng thời gian từ năm 1954 tới khi thống nhất đất nước vào năm 1976, các thực thể chính trị này đã quản lý hai phần riêng biệt của lãnh thổ Việt Nam và có thể được coi là có chủ quyền đối với phần lãnh thổ quản lý. Trong đó, miền Nam Việt Nam có sự tồn tại song song của 2 chính phủ (Việt Nam Cộng hòa và Cộng hòa miền Nam Việt Nam)
2. Vì Việt Nam Dân chủ Cộng hòa không phải là chính phủ nắm quyền quản lý đối với hai quần đảo Hoàng Sa và Trường Sa trong giai đoạn 1945 - 1976, các hoạt động của Việt Nam Dân chủ Cộng hòa trong giai đoạn này không ảnh hưởng tới sự liên tục của chủ quyền Việt Nam trên hai quần đảo này.
3. Việc kế thừa quốc gia đối với chủ quyền của Việt Nam trên các quần đảo Hoàng Sa và Trường Sa trong giai đoạn 1945 - 1976 được thực hiện theo đúng luật pháp và tập quán quốc tế.
4. Việc Trung Quốc chiếm đóng trái phép phần phía Đông quần đảo Hoàng Sa vào năm 1956, dùng vũ lực chiếm đóng trái phép phần phía Tây Hoàng Sa vào năm 1974 và một số thực thể trên quần đảo Trường Sa của Việt Nam vào các năm 1988 và 1995 là trái với luật pháp quốc tế và không mang lại danh nghĩa chủ quyền cho Trung Quốc.

Và thêm nữa, đối với các sự chuyển nhượng lãnh thổ, thì Thủ tướng không có thẩm quyền quyết định việc ấy, mà phải là cơ quan quyền lực tối thượng ở Việt Nam là Quốc hội. Và cuối cùng, Việt Nam Dân chủ Cộng hòa không thể quyết định hoặc chuyển giao một thứ mà Việt Nam Dân chủ Cộng hòa không có thẩm quyền quản lý theo công pháp quốc tế, và cũng không kiểm soát nó trong thực tế. Vì vậy, việc Thủ tướng Phạm Văn Đồng của Việt Nam công nhận chủ quyền của Trung Quốc đối với hai quần đảo Hoàng Sa và Trường Sa trong hồ sơ mà Trung Quốc trình lên Liên Hợp Quốc vào ngày 9-6-2014 là không có giá trị.

### Phía Trung Quốc
Cùng với công hàm năm 1958, các chuyên gia Trung Quốc còn nhắc đến một số sự kiện khác để chứng minh rằng chính phủ Việt Nam Dân chủ Cộng hòa đã công nhận chủ quyền của Trung Quốc đối với hai quần đảo Hoàng Sa và Trường Sa trước năm 1975 và chỉ tráo trở thay đổi quan điểm sau khi đã chiến thắng Việt Nam Cộng hòa. Trong một cuộc họp mặt ngày 15 tháng 6 năm 1956, Thứ trưởng Bộ Ngoại giao Việt Nam Dân chủ Cộng hòa Ung Văn Khiêm đã nói với đại biện lâm thời của Lãnh sự quán Trung Quốc tại Việt Nam, Lý Chí Dân, rằng: "Căn cứ vào tư liệu của phía Việt Nam, về mặt lịch sử thì quần đảo Tây Sa và Nam Sa là một phần lãnh thổ của Trung Quốc". Hơn thế nữa, khi báo Nhân dân đăng tuyên bố toàn văn về hải phận của Trung Quốc ở trang đầu trong số ngày 4 tháng 9 năm 1958, bao gồm cả Nam Sa và Tây Sa, tờ báo không đưa ra bất cứ một lời phản đối nào. Các bản đồ thế giới của Việt Nam Dân chủ Cộng hòa xuất bản năm 1960 và 1972, cũng như sách giáo khoa xuất bản năm 1974, đều công nhận chủ quyền Trung Quốc đối với hai quần đảo. Một tuyên bố của chính quyền Việt Nam Dân chủ Cộng hòa năm 1965 cũng công nhận chủ quyền của Trung Quốc khi lên án Tổng thống Lyndon B. Johnson: "Tổng thống Mỹ Lyndon Johnson đã chỉ định... một phần lãnh hải của Cộng hòa Nhân dân Trung Hoa trong quần đảo Tây Sa làm "vùng chiến sự" của lực lượng vũ trang Hoa Kỳ".
Theo chính quyền Trung Quốc vì trong tuyên bố về lãnh hải của chính phủ Trung Quốc nêu rõ phạm vi áp dụng của tuyên bố này bao gồm cả hai quần đảo Hoàng Sa và Trường Sa, hai quần đảo này nằm bên trong lãnh hải rộng 12 hải lý của Trung Quốc nên dù công hàm Phạm Văn Đồng không nhắc đến hai quần đảo Hoàng Sa và Trường Sa thì việc Chính phủ Việt Nam công nhận lãnh hải rộng 12 hải lý của Trung Quốc cũng tức là đã công nhận Hoàng Sa và Trường Sa là của Trung Quốc.

## Nhận xét của quốc tế
- Tiến sĩ Balazs Szalontai, một nhà nghiên cứu về châu Á ở Hungary trong một cuộc phỏng vấn với đài BBC vào năm 2008, cho là công thư trên không nói rõ đó là lãnh thổ nào: "Ông ấy có vẻ đủ thận trọng để đưa ra một tuyên bố ủng hộ nguyên tắc rằng Trung Quốc có chủ quyền đối với hải phận 12 hải lý dọc lãnh thổ của họ, nhưng tránh đưa ra định nghĩa về lãnh thổ này. Mặc dù tuyên bố trước đó của Trung Quốc rất cụ thể, nhắc đến toàn bộ các đảo bao gồm Trường Sa và Hoàng Sa mà Bắc Kinh nói họ có chủ quyền, thì tuyên bố của Bắc Việt không nói chữ nào về lãnh hải cụ thể được áp dụng với quy tắc này.[30]
- Sam Bateman, nghiên cứu viên lâu năm của Chương trình An ninh Hàng hải tại Trường Nghiên cứu Quốc tế S. Rajaratnam (RSIS, thuộc Đại học Công nghệ Nanyang, Singapore), có một bình luận tương tự như phía Trung Quốc khi đã viết: "Đòi hỏi chủ quyền hiện nay của Việt Nam bị yếu đi nghiêm trọng vì Bắc Việt và Việt Cộng đã công nhận chủ quyền của Trung Hoa đối với quần đảo Hoàng Sa vào năm 1958, và sau đó cũng không có phản đối gì suốt từ năm 1958 đến năm 1975".[31]
- Giáo sư Luật Erik Franckx, Đại học Tự do Brussel, Bỉ và là thành viên của Tòa Trọng tài Thường trực (PCA), tại triển lãm quốc tế "Hoàng Sa-Trường Sa: Phần lãnh thổ không thể tách rời của Việt Nam" tại Bảo tàng Đà Nẵng ngày 21/6/2014, ông cho biết: "Cần phải đọc công hàm này rất kỹ, nhất là tuyên bố của Phạm Văn Đồng, bởi vì nó chỉ nhắc đến việc mở rộng lãnh hải". Vào thời điểm công hàm được đưa ra (năm 1958), nhiều nước ra tuyên bố mở rộng lãnh hải 12 hải lý và ông cho rằng công hàm của Phạm Văn Đồng "ủng hộ cho việc mở rộng của Trung Quốc". Tuy nhiên ông nhận định: "Điều quan trọng là Thủ tướng Phạm Văn Đồng không đề cập cụ thể đến quần đảo Hoàng Sa và Trường Sa", nên không thể khẳng định chắc chắn Việt Nam xác nhận chủ quyền của Trung Quốc đối với Hoàng Sa hay Trường Sa.[32]